# トロルヘッタン
トロルヘッタン（スウェーデン語: Trollhättan、[ˈtrɔ̂lːˌhɛtːan] ( 音声ファイル)）は、スウェーデンのヴェストラ・イェータランド県にある都市で、トロルヘッタン市の市庁所在地である。人口は5万9210人（2021年）。国内第二の都市のヨーテボリの北75kmに位置する。

## 歴史
イェータ川のトロルヘッタン滝の近くに建設された。1413年の記録に初めて歴史上に登場する。19世紀の閘門完成まで、滝は川を航行する船舶にとって障害以外のなにものでもなかった。いまの閘門は1916年に改修されたものである。
19世紀後半、トロルヘッタンでは水力発電が興った。大手電力企業のバッテンフォール（滝の意）の社名はトロルヘッタン滝にちなむ。こんにち、市内にはオリダンとホーユムの二発電所がある。水力発電は地域の産業革命の一助にもなった。
都市権を得た1916年に人口は1万5000人ほどだったが、いまでは5万9000人に増えた。なお、都市権に法的な権限はなく、慣習的なものである。

## 地名の由来
トロルヘッタンは「トロルのボンネット」という意味で、「ヘッタ」は山の頂上を指すとされる。かつてはEiðar や Stora Edet とも呼ばれ、後者はいまでも南で隣接するリラエデト市 (Lilla Edet) に名残がみられる。

## 経済
市内にはボルボ・エアロないしその関連企業をはじめとする多くの工業施設がある。ヨーロッパのすう勢で、産業の軸は重工業からサービス業に移りつつある。知的財産権も確立されている。『ショー・ミー・ラヴ』や『ダンサー・イン・ザ・ダーク』、『ドッグヴィル』などのロケが行われたトロリーウッド (Trollywood) という映画製作所がある。映画スタジオのフィルム・イ・ヴェストがスウェーデンの長編映画の半数をこの地でつくっている。
かつて進出していた企業にサーブ・オートモービル、鉄道機関車のNOHAB、木工用のこぎりのストリズベリ&ビェルクなどが挙げられる。

## スポーツ
- IFKトロルヘッタン - 市内を本拠地とするサッカークラブ
- スコフテビンスIF - 同上